# Alles im Eimer (Spiel)
Alles im Eimer ist ein Kartenspiel von Stefan Dorra das 2002 im Kosmos-Verlag erschienen ist. Eine englische Ausgabe erschien im selben Jahr unter dem Titel „The Bucket King“ bei Rio Grande Games. 2005 erschien ebenfalls im Kosmos-Verlag eine Neuauflage mit gleichem Spielprinzip aber verkürzter Spieldauer. 2015 erschien eine weitere Neuauflage, in der erstmals Legeplättchen gegen 3D-Kunststoffeimer ersetzt wurden, die dem Spiel so eine zusätzliche Geschicklichkeitskomponente verleihen.

## Spielinhalt
In der Auflage von 2002 enthält das Spiel
- 1 Spielanleitung
- 90 Eimer (je 18 in 5 Farben)
- 110 Punktekarten (je 22 in 5 Farben, Werte 1 und 8 je zweimal, Werte 2 bis 7 je dreimal)

In der Neuauflage von 2005 wurde das Material auf 60 Eimer und 80 Karten (je 2 pro Wert und Farbe) reduziert.
In der Neuauflage von 2015 wurden erstmals 60 Kunststoffeimer verwendet.

## Spielregeln

### Spielziel
Ziel des Spiels ist es die eigene aus Eimern errichtete Pyramide aufrechtzuerhalten, während man versucht die gegnerischen Eimerpyramiden abzureißen.

### Vorbereitung
Zu Beginn zieht jeder Spieler 12 Handkarten. Anschließend baut er aus 15 Eimern in 5 verschiedenen Farben eine Pyramide.

### Ablauf
Der Startspieler beginnt mit dem Auslegen von bis zu 3 gleichfarbigen Karten von seiner Hand. Anschließend zieht er eine Karte vom Kartenstapel nach. Die Werte der ausgespielten Karten werden addiert. Der im Uhrzeigersinn nächste Spieler muss jetzt durch Ausspielen eigener Karten der gleichen Farbe diesen Wert überbieten. Ein Gleichstand zählt nicht als überbieten. Gelingt ihm das, muss der dritte Spieler wiederum den Wert der Karten des zweiten Spielers überbieten.
Kann oder möchte ein Spieler nicht den vorgegebenen Kartenwert überbieten, so muss er einen Eimer in der Farbe der ausliegenden Karten aus seiner Pyramide entfernen. Die Eimer folgen dabei sozusagen der Schwerkraft. Wird also ein Eimer weiter unten aus der Pyramide entfernt, so müssen auch alle darüberliegenden Eimer entfernt werden. Zerfällt eine Pyramide durch das Entfernen von Eimern in zwei Teile, so muss einer dieser Teile ebenfalls entfernt werden.

### Spielende
Abhängig von der Anzahl der Mitspieler endet das Spiel zu unterschiedlichen Zeitpunkten. Bei 3 bis 4 Mitspielern endet das Spiel, sobald die Pyramide eines Spielers komplett entfernt wurde. Bei 5 bis 6 Mitspielern endet das Spiel erst, wenn 2 Pyramiden vollständig abgerissen wurden. Sieger des Spiels ist immer der Spieler, dessen Pyramide noch die meisten Eimer umfasst. Bei Gleichstand teilen sich die entsprechenden Spieler den Sieg.

## Neuauflage
2005 erschien Alles im Eimer im Kosmos-Verlag in einer Neuauflage. Im Vergleich zur Erstauflage gab es einige Änderungen. Die Pyramide wird statt aus 15 Eimern nur noch aus 10 Eimern aufgebaut, was die Spieldauer deutlich verkürzt. Außerdem sind die Kartenwerte jetzt gleich verteilt. Es gibt von jeder Farbe und jedem Wert nur noch zwei Karten.
Zudem wurde eine neue Regel aufgenommen. Für den Fall, dass ein Spieler den vorgegebenen Punktwert nicht überbietet, sondern die gleiche Punktzahl auslegt, wird die Spielrichtung gewechselt.
2014 erschien eine Neuausgabe des Spiels beim Verlag Jolly Thinkers Learning Centre Ltd. in Hong Kong unter dem Namen Alles im Eimer 3D (Bucket King 3D). Die Eimer- und Kartenzahl stimmt mit der der 2005er Version überein, allerdings bestimmt der Ausspielende eines 'Stichs' die Richtung, die in dem Stich gelten soll. Man muss überbieten, die Richtung ändert sich im Stich nicht, man darf aber eine gelegte eins mit einer beliebigen Karte einer beliebigen Farbe kombinieren, wodurch maximal fünf Karten im Stich sein können. Zwei bis vier Spieler bauen 15er Pyramiden, bei 5 und 6 Spielern sind es 10er.

## Auszeichnungen
Alles im Eimer stand 2002 auf der Auswahlliste zum Spiel des Jahres, erreichte den dritten Platz des à la carte Kartenspielpreises und gewann den Preis Spiel der Spiele.